# 卡尔-奥古斯特·法格霍尔姆
卡尔-奥古斯特·法格霍尔姆（瑞典語：Karl-August Fagerholm，1901年12月31日—1984年5月22日），芬兰议会议长及三届芬兰总理（1948-50，1956-57，1958-59）。法格霍尔姆是自继续战争后社会民主党的领袖政治家之一。作为倾向于斯堪的纳维亚的芬蘭瑞典族一员，他被认为是比其前任韦伊诺·坦纳更符合苏联领导人的口味。然而，法格霍尔姆的战后政治前景遭到苏联及芬兰共产党的强烈反对。在1956年的芬兰总统竞选中以稍微弱势败于乌尔霍·吉科宁。